# Схоластика

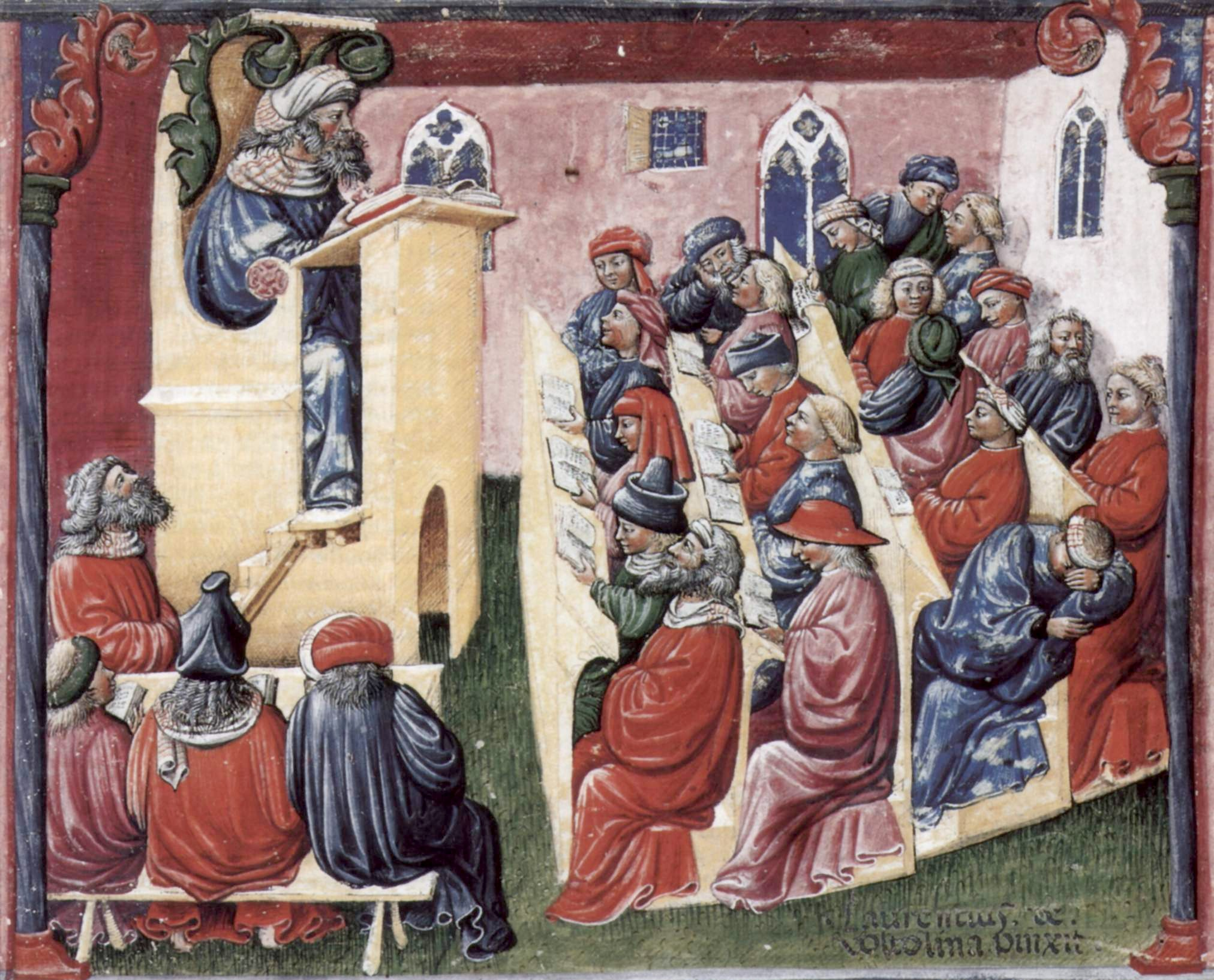
Школа очима художника XIV століття

Схола́стика (лат. Scholactica, від лат. schola — школа) — панівний у середньовічній Європі філософський і педагогічний метод, сконцентрований навколо університетів, що був синтезом християнського (католицького) богослов'я та логіки Арістотеля. Схоластика поєднувала теологічно-догматичні засновки з раціоналістичною методикою та інтересом до формально-логічних проблем.

## Загальна характеристика
Ще у кінці V — на початку VI століття склалася система освіти Середньовіччя. В школах викладання будується відповідно до системи «семи вільних мистецтв», в обмеженому вигляді — тридоріжжя, чотиридоріжжя. Саме в цих школах зароджується система середньовічної філософсько-теоретичної думки — схоластика. Трохи пізніше, у XII столітті, виникають перші університети, на базі яких формується класичний вид схоластики.
Схоластика — це тип релігійної філософії, для якого характерне принципове панування теології над усіма іншими формами пізнання, знання. З іншого боку, схоластика є методом, що полягав переважно у перегляді та порівнянні висловів попередніх мислителів і Біблії та виведенні нового синтезу. Витоки схоластики можна знайти у пізньоантичній філософії, насамперед — у Прокла, який абсолютизував дедуктивізм (шукав відповіді на всі питання, виходячи з текстів Платона). Значного впливу схоластика зазнала з боку антично-грецької діалектики, а також науки та логіки в розумінні Арістотеля.
У повсякденному спілкуванні схоластикою часто називають знання, відірвані від життя, які засновані на абстрактних міркуваннях, що не перевірялися досвідом.

## Періоди схоластики
Схоластику поділяють на ранню, зрілу та пізню. Існує також, схожий на досократський період, досхоластичний період, який датується VI — IX ст.
Рання схоластика (VII–XII ст.) склалася в умовах становлення феодального ладу в Європі та папської влади Риму; вона повністю перебувала під впливом августинівського платонізму (Ансельм Кентерберійський). У цей період схоластика часто має опозиційний характер, і не тільки завдяки вченням окремих єретиків. У принципах окремих визнаних напрямів можна знайти ідеї, що суперечать вченню поборників чистої віри (принципи схоластичного раціоналізму протистоять вченню Петра Дамініані, Ланфранка, Бернарда Клервоського та ін.).
У ранній схоластиці домінує суперечка про універсалії: що більше належить до сутності — одиночні речі чи загальні (універсальні) поняття? Реалісти (послідовники Платона) вважали, що універсальні поняття реально існують як сутності речей, тобто створюються перед окремими речами. Номіналісти (послідовники Арістотеля) вважали, що справжня суть полягає в окремих речах, а універсальні поняття не більше, ніж сформовані в голові людей (від лат. «номен» — ім'я). Отже, універсалії створюються після речей. Згідно із таким вченням, Свята Трійця повинна складатися з трьох осіб. Варто звернути увагу на наступну термінологічну деталь: реалісти були б ідеалістами, а номіналісти — реалістами. Синтез був запропонований Абеляром (концептуалізм) : універсалії знаходяться в окремих речах як їх властивості (лат. «in rebus»), а за їх межами як поняття духа (для Бога вони є перед речами, а для людини після речей).
У період зрілої схоластики (XII–XIII ст.), яка розвивалася в середньовічних університетах, її центром визнається Паризький університет, де культивувався платонізм, що поступово витіснявся арістотелізмом. У цей період домінують вчення Томи Аквінського, учня Альберта Великого, який у своїй системі багато в чому йде за вченням Арістотеля.
Пізня схоластика (XIII–XIV ст.) розвивалася під впливом загострення ідейних суперечностей епохи розвиненого феодалізму. Йоан Дунс Скот протиставив інтелектуалізму вчення Томи Аквінського свій волюнтаризм, відмову від закінченої теоретичної системи на користь індивідуалізму. Розвивається теза про існування двоїстої істини, притаманної аверроїзму, що руйнує «гармонію» віри та розуму, затверджену в попередній період розвитку схоластики приматом теології. Розмежування віри та розуму як окремих речей можна також обґрунтувати тим фактом, що освіту здобувало все більше людей, не пов'язаних із церквою.